# Pseudanchialina inermis
Pseudanchialina inermis är en kräftdjursart som först beskrevs av Illig 1906.  Pseudanchialina inermis ingår i släktet Pseudanchialina och familjen Mysidae. Inga underarter finns listade i Catalogue of Life.